# Singles - The European Collection
『Singles - The European Collection』（シングルス ザ・ヨーロピアン・コレクション）は、Chage and Askaのベスト・アルバム。

## 解説
ヨーロッパ向けに発売されたChage and Askaのベスト・アルバムである。ロンドンのタワーレコードでは2週連続1位を獲得した。また、JALヨーロッパ線の機内でも購入することが可能であった。
ブックレットの歌詞は全てローマ字で書かれている。
収録されているアルバム曲の音源は、企画アルバム『Yin&Yang』のDJ部分を取り除いたリミックス音源である。

## 収録曲
| #         | タイトル                                             | 作詞       | 作曲      | 編曲                    | 時間  |
| --------- | ---------------------------------------------------- | ---------- | --------- | ----------------------- | ----- |
| 1.        | 「Pride」                                            | Ryo Aska   | Ryo Aska  | Taisuke Sawachika       | 5:35  |
| 2.        | 「You Are Free」                                     | Ryo Aska   | Ryo Aska  | Taisuke Sawachika       | 6:14  |
| 3.        | 「Raspberry」                                        | Ryo Aska   | Ryo Aska  | Ryo Aska・Jess Bailey   | 6:49  |
| 4.        | 「Sons And Daughters」                               | Ryo Aska   | Ryo Aska  | Akira Inoue             | 5:08  |
| 5.        | 「Primrose Hill」                                    | Chage      | Chage     | Keisuke Murakami        | 3:58  |
| 6.        | 「Dream」                                            | Chage      | Chage     | Keisuke Murakami        | 6:11  |
| 7.        | 「Red Hill」                                         | Ryo Aska   | Ryo Aska  | Akira Inoue             | 7:30  |
| 8.        | 「No No Darlin'」                                    | Ryo Aska   | Ryo Aska  | Ryo Aska・Jess Bailey   | 5:04  |
| 9.        | 「Love's Cradle」(天気予報の恋人)                    | Ryo Aska   | Ryo Aska  | Taisuke Sawachika       | 5:08  |
| 10.       | 「If Only I Could Tell You」(君はなにも知らないまま) | Seiko Aoki | Chage     | Keisuke Murakami        | 6:47  |
| 11.       | 「Love Song」                                        | Ryo Aska   | Ryo Aska  | Ryo Aska・Tomoji Sogawa | 5:38  |
| 12.       | 「Say Yes」                                          | Ryo Aska   | Ryo Aska  | Tomoji Sogawa           | 4:41  |
| 13.       | 「Yah Yah Yah」                                      | Ryo Aska   | Ryo Aska  | Ryo Aska・Tomoji Sogawa | 4:54  |
| 合計時間: | 合計時間:                                            | 合計時間:  | 合計時間: | 合計時間:               | 73:37 |

## 楽曲解説
1. Pride
1989年8月25日発売の12枚目アルバム『PRIDE』収録曲。
本作に収録されているのは、1994年8月25日発売のベストアルバム『Yin&Yang』に収録されているリミックス・ヴァージョン。
2. You Are Free
1993年11月19日発売の33枚目シングル。
3. Raspberry （野いちごがゆれるように）
1992年11月7日発売の15枚目アルバム『GUYS』収録曲。
本作に収録されているのは、ベストアルバム『Yin&Yang』に収録されているリミックス・ヴァージョン。
4. Sons And Daughters
1993年8月20日発売の32枚目シングル。
本作に収録されているのは、同年10月10日発売の16枚目アルバム『RED HILL』に収録されているアルバム・ヴァージョン。
5. Primrose Hill
1990年8月29日発売の13枚目アルバム『SEE YA』収録曲。
本作に収録されているのは、ベストアルバム『Yin&Yang』に収録されているリミックス・ヴァージョン。
6. Dream（夢）
アルバム『GUYS』収録曲。
本作に収録されているのは、ベストアルバム『Yin&Yang』に収録されているリミックス・ヴァージョン。
7. Red Hill
アルバム『RED HILL』収録曲。
本作に収録されているのは、ベストアルバム『Yin&Yang』に収録されているリミックス・ヴァージョン。
8. No No Darlin'
1992年10月10日発売の30枚目シングル。
9. Love's A Cradle（天気予報の恋人）
1989年8月25日発売の12枚目アルバム『PRIDE』収録曲。
本作に収録されているのは、ベストアルバム『Yin&Yang』に収録されているリミックス・ヴァージョン。
10. If Only I Could Tell You（君はなにも知らないまま）
1993年3月3日発売の31枚目シングル「YAH YAH YAH/夢の番人」収録曲。
本作に収録されているのは、アルバム『RED HILL』に収録されているアルバム・ヴァージョン。
11. Love Song
1989年6月21日発売の24枚目シングル。
本作に収録されているのは、1992年3月25日のベストアルバム『SUPER BEST II』に収録されているリミックス・ヴァージョン。
12. Say Yes
1991年7月24日発売の27枚目シングル。
本作に収録されているのは、ベストアルバム『SUPER BEST II』に収録されているリミックス・ヴァージョン。
13. Yah Yah Yah
シングル「YAH YAH YAH/夢の番人」収録曲。
本作に収録されているのは、アルバム『RED HILL』に収録されているアルバム・ヴァージョン。